# بلینک (کمیک)
بلینک یا چشمک (به انگلیسی: Blink) با نام اصلی کلاریس فرگوسن (به انگلیسی: Clarice Ferguson)، یک شخصیت خیالی ابرقهرمان در کتاب‌های کامیک منتشر شده توسط مارول کامیکس است، که اغلب شامل مردان ایکس است. او یک انسان جهش‌یافته با توانایی دورنوردی است و می‌تواند اجسام یا هر چیز دیگر را از مکانی به مکان دیگر منتقل کند.
فن بینگ‌بینگ نقش چشمک را در فیلم مردان ایکس: روزهای گذشته آینده ایفا کرد و جمی چانگ نیز در مجموعه تلویزیونی با استعداد (۲۰۱۷) این نقش را ایفا کرد.